# Station Eke-Nazareth
Station Eke-Nazareth is een spoorwegstation langs spoorlijn 86 (De Pinte - Ronse) in de Belgische plaats Eke, een deelgemeente van de gemeente Nazareth. Het station bevindt zich ruwweg tussen Eke en Nazareth in. Het is nu een stopplaats.
Eke-Nazareth beschikt over één perron waarop zeven wachthuisjes gesteld staan. Hiervan is een ook nog eens extra ruim uitgevoerd. Niettegenstaande de overvloed aan schuilhokjes beschikt Eke-Nazareth over één naambord. Naast de halte bevindt zich een moderne parking en fietsenstalling. Beiden zijn vernieuwd in het najaar van 2009 (zichtbaar op foto 4).
Het station wordt om het uur aangedaan door de lijn Ronse-Gent-St-Pieters-Eeklo. Tijdens de spitsuren wordt een extra trein ingelegd.

## Galerij

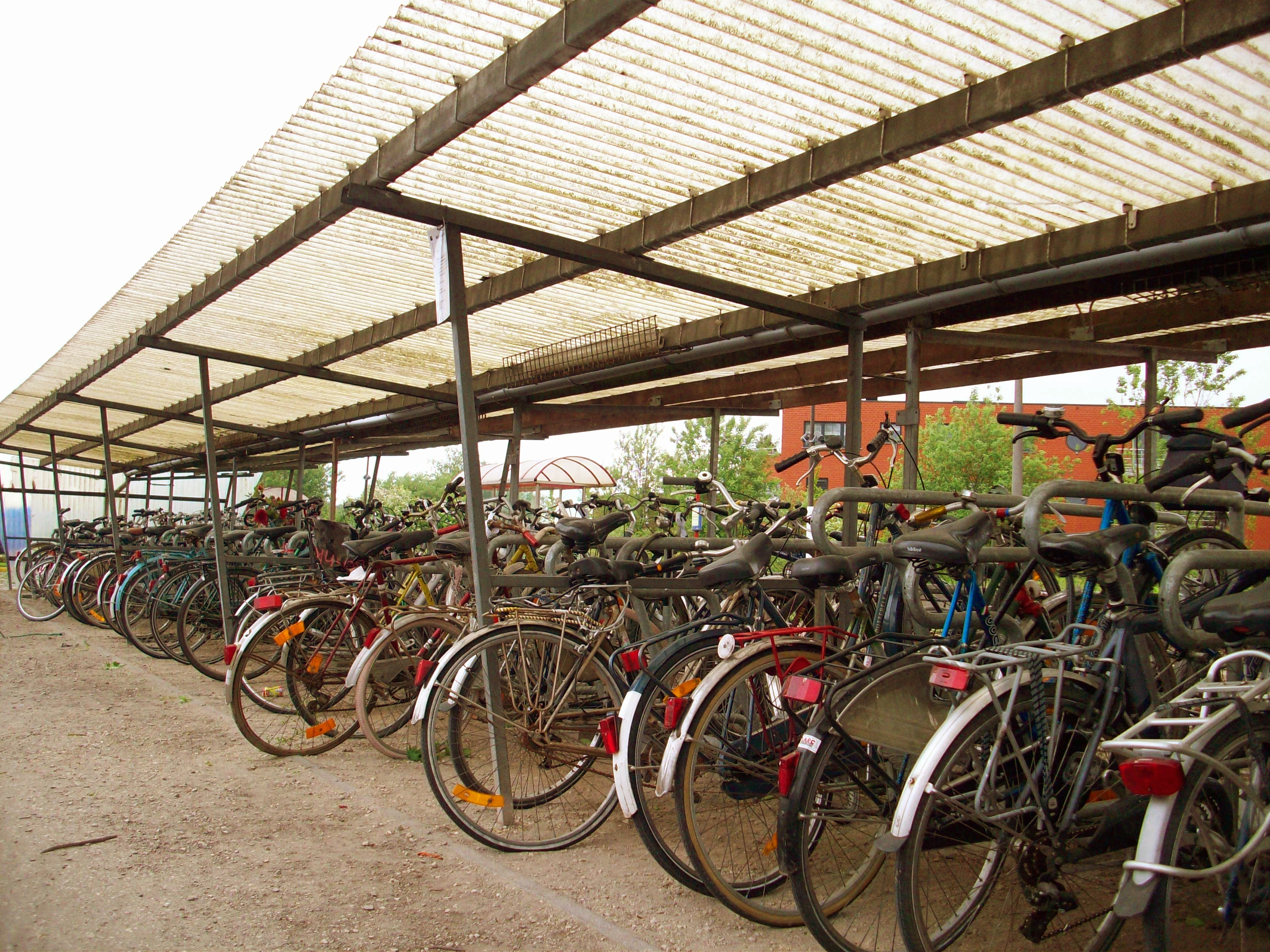
Fietsenrek zoals waargenomen in mei 2009 (momenteel is dit reeds vervangen door een modernere variant)
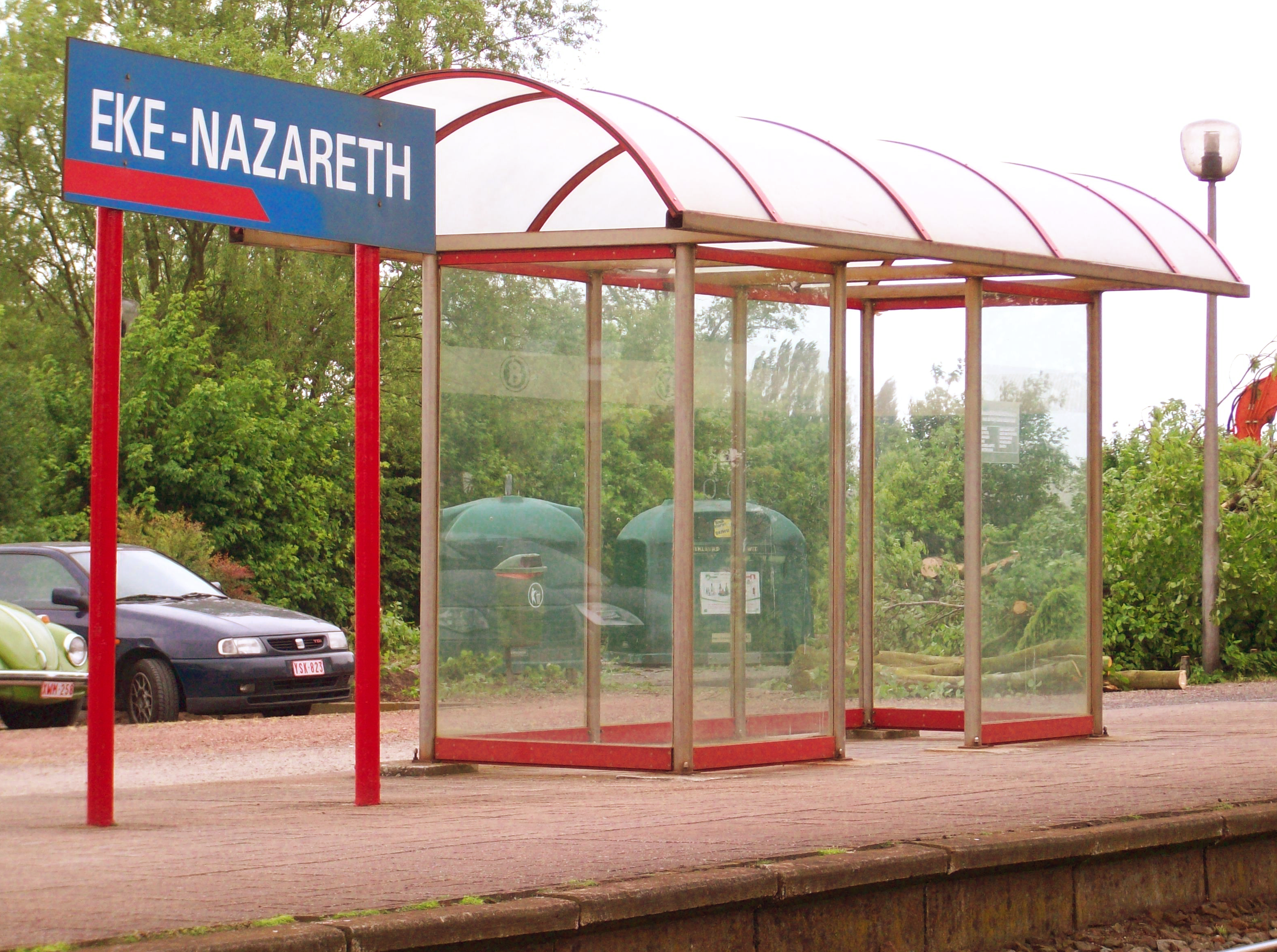
Naambord en wachthuisje station Eke-Nazareth
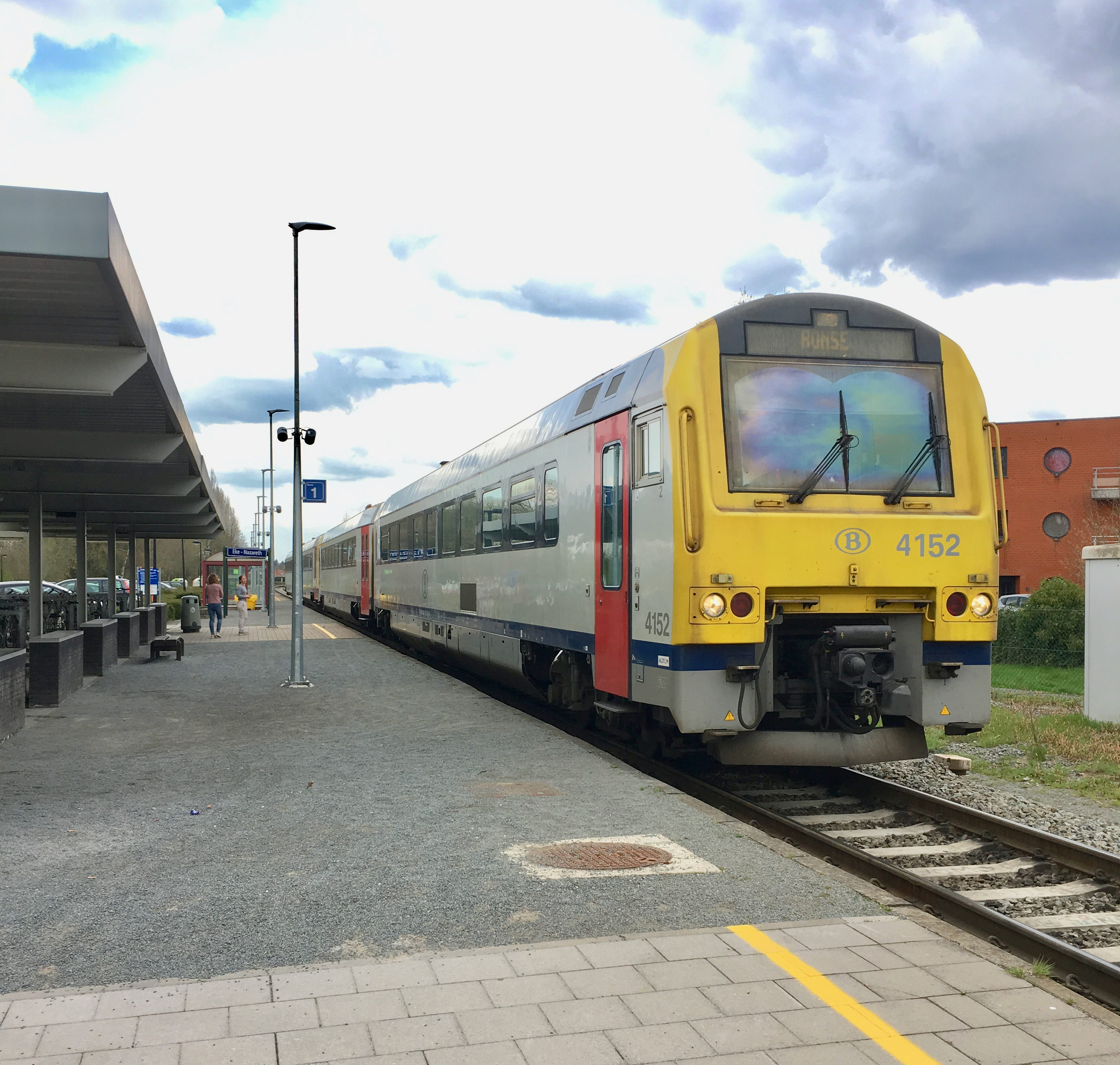
Trein naar Ronse in Eke-Nazareth

## Treindienst
| Serie | Treinsoort          | Route                                                                                                | Bijzonderheden |
| ----- | ------------------- | --- | --- |
| S 51  | S-trein Gent (NMBS) | Eeklo – Gent-Sint-Pieters – Eke-Nazareth – Oudenaarde – Ronse                                        | Rijdt op zondag 1×/2u.                                                                                                   |
| S 53  | S-trein Gent (NMBS) | Ronse – Oudenaarde – Eke-Nazareth – Gent-Sint-Pieters – Gent-Dampoort – Lokeren – Antwerpen-Centraal | In het weekend wordt lijn S53 verlengd tot Antwerpen-Centraal, en vervangt daarmee lijn S34 van het Antwerpse S-netwerk. |

## Reizigerstellingen
De grafiek en tabel geven het gemiddeld aantal instappende reizigers weer op een week-, zater- en zondag.
| Tabel: aantal instappende reizigers station Eke-Nazareth | Tabel: aantal instappende reizigers station Eke-Nazareth | Tabel: aantal instappende reizigers station Eke-Nazareth | Tabel: aantal instappende reizigers station Eke-Nazareth |
|                                                          | Weekdag                                                  | Zaterdag                                                 | Zondag                                                   |
| -------------------------------------------------------- | -------------------------------------------------------- | -------------------------------------------------------- | -------------------------------------------------------- |
| 1977                                                     | 195                                                      | 23                                                       | 18                                                       |
| 1978                                                     | 244                                                      | 19                                                       | 10                                                       |
| 1979                                                     | 231                                                      | 31                                                       | 8                                                        |
| 1980                                                     | 288                                                      | 22                                                       | 12                                                       |
| 1981                                                     | 298                                                      | 26                                                       | 10                                                       |
| 1982                                                     | 275                                                      | 27                                                       | 26                                                       |
| 1983                                                     | 259                                                      | 20                                                       | 17                                                       |
| 1984                                                     | 253                                                      | 42                                                       | 18                                                       |
| 1985                                                     | 224                                                      | 29                                                       | 19                                                       |
| 1986                                                     | 236                                                      | 28                                                       | 42                                                       |
| 1987                                                     | 239                                                      | 24                                                       | 17                                                       |
| 1988                                                     | 269                                                      | 30                                                       | 26                                                       |
| 1989                                                     | 292                                                      | 37                                                       | 67                                                       |
| 1990                                                     | 285                                                      | 41                                                       | 35                                                       |
| 1991                                                     | 327                                                      | 44                                                       | 37                                                       |
| 1992                                                     | 327                                                      | 39                                                       | 38                                                       |
| 1993                                                     | 314                                                      | 82                                                       | 42                                                       |
| 1994                                                     | 333                                                      | 36                                                       | 35                                                       |
| 1995                                                     | 369                                                      | 40                                                       | 37                                                       |
| 1996                                                     | 382                                                      | 47                                                       | 27                                                       |
| 1997                                                     | 336                                                      | 43                                                       | 32                                                       |
| 1998                                                     | 388                                                      | 51                                                       | 22                                                       |
| 1999                                                     | 290                                                      | 48                                                       | 22                                                       |
| 2000                                                     | 328                                                      | 48                                                       | 30                                                       |
| 2001                                                     | 318                                                      | 48                                                       | 34                                                       |
| 2002                                                     | 328                                                      | 42                                                       | 40                                                       |
| 2003                                                     | 313                                                      | 53                                                       | 33                                                       |
| 2004                                                     | 325                                                      | 54                                                       | 28                                                       |
| 2005                                                     | 347                                                      | 57                                                       | 40                                                       |
| 2006                                                     | 358                                                      | 54                                                       | 44                                                       |
| 2007                                                     | 363                                                      | 40                                                       | 60                                                       |
| 2008                                                     | -                                                        | -                                                        | -                                                        |
| 2009                                                     | 369                                                      | 47                                                       | 31                                                       |
| 2010                                                     | -                                                        | -                                                        | -                                                        |
| 2011                                                     | -                                                        | -                                                        | -                                                        |
| 2012                                                     | 464                                                      | 63                                                       | 62                                                       |
| 2013                                                     | 381                                                      | 42                                                       | 60                                                       |
| 2014                                                     | 414                                                      | 44                                                       | 55                                                       |
| 2015                                                     | 293                                                      | 46                                                       | 40                                                       |
| 2016                                                     | 344                                                      | 52                                                       | 43                                                       |
| 2017                                                     | 448                                                      | 59                                                       | 58                                                       |
| 2018                                                     | 428                                                      | 106                                                      | 66                                                       |
| 2019                                                     | 417                                                      | 90                                                       | 68                                                       |
| 2020                                                     | 290                                                      | 89                                                       | 45                                                       |
| 2021                                                     | -                                                        | -                                                        | -                                                        |
| 2023                                                     | 395                                                      | 83                                                       | 87                                                       |
| 2024                                                     | 412                                                      | 91                                                       | 69                                                       |

0,0: De Pinte ·
4,5: Eke-Nazareth ·
8,0: Gavere-Asper ·
10,5: Zingem ·
13,3: Heurne ·
15,2: Eine ·
18,0: Oudenaarde ·
20,2: Leupegem ·
23,8: Etikhove ·
28,1: Louise-Marie ·
29,4: Marijve ·
31,7: Ronse ·
35,1: Dergneau ·
37,2: Anvaing ·
39,8: Ellignies ·
41,6: Frasnes-lez-Anvaing ·
46,3: Grandmetz ·
49,2: Leuze ·
53,2: Tourpes ·
56,0: Thumaide ·
57,1: Basècles ·
58,8: Basècles-Groeven